# Bun colectiv
Bunurile colective (sau bunurile sociale) sunt definite în economie ca bunuri publice care pot fi livrate ca bunuri private, dar care sunt însă livrate de guvern pentru diferite scopuri (de obicei pentru politică socială) și sunt finanțate din fonduri publice, cum ar fi taxele și impozitele.
Într-o definiție mai largă, termenul „bun colectiv“ descrie bunul general al tuturor oamenilor dintr-o comunitate anume.